# Alibates Flint Quarries nationalmonument

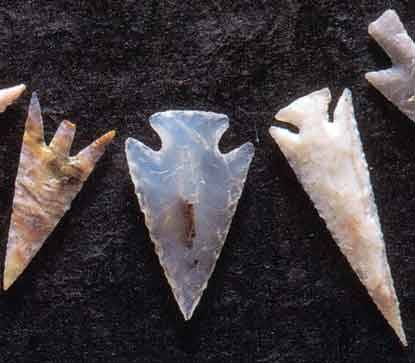
Alibates Flint Quarries nationalmonument

Alibates Flint Quarries nationalmonument ligger i delstaten Texas i USA. Det är en plats där det brutits flinta lika länge som där funnits människor i området. Flintan är av så hög kvalitet att det verkar som människor rest långväga ifrån för att skaffa flinta här.